# Rorippa sylvestris subsp. sylvestris
Rorippa sylvestris subsp. sylvestris é uma subespécie de planta com flor pertencente à família Brassicaceae. 
A autoridade científica da subespécie é (L.) Besser, tendo sido publicada em Enum. Pl. 27 (1821).
Os seus nomes comuns são agrião-amarelo, agrião-rastejante ou agrião-silvestre.

## Portugal
Trata-se de uma subespécie presente no território português, nomeadamente em Portugal Continental.
Em termos de naturalidade é nativa da região atrás indicada.

## Protecção
Não se encontra protegida por legislação portuguesa ou da Comunidade Europeia.